# 新興書道展
新興書道展（しんこうしょどうてん）は、社団法人 日本書作家協会が主催する書の公募展。

## 概要
文化庁、毎日新聞社の後援（2008年第49回展実績）により、年1回、1月に東京都美術館で開催されている。漢字・かな・現代書・立体書道の4部門からなり、1960年に第1回展が開催され、現在に至っている。全国学生書道展を併催している。

## 事務局所在地
- 東京都中央区京橋2-2-5（近代ビル別館内）

## 歴代会長
- 初代：木村卜堂（1959年 - 1975年）
- 二代：木村東道（1975年 - 2007年）
- 三代：高際翠邦（2007年 - 2012年）
- 四代：木村朱炎（2012年 -)

## 褒賞
第49回展実績（2008年）

### 一般部
- 文部科学大臣賞
- 全日本書道連盟賞
- 毎日新聞社賞
- 新興書道展会長賞
- 木村卜堂記念賞
- 三蹟賞(道風・行成・佐理)
- 三友賞(梅花・竹葉・蘭香)
- 特選
- 準特選
- 新興賞
- 秀作賞

### 教育部（全国学生書道展）
- 毎日新聞社賞
- 全日本書道連盟奨励賞
- 新興書道展会長賞
- 日本書作家協会賞